# Stefan Edberg
Pour les articles homonymes, voir Edberg.
Stefan Bengt Edberg, né le 19 janvier 1966 à Västervik, est un joueur de tennis suédois.
Professionnel de 1983 à 1996, il a remporté 41 titres en simple messieurs, dont six titres du Grand Chelem et un Masters, ainsi que 18 titres en double, incluant trois titres du Grand Chelem et deux Masters.
Adepte du service-volée, il devient champion olympique lors des Jeux olympiques de Los Angeles en 1984, mais tout comme Steffi Graf chez les dames, cette victoire ne sera pas reconnue comme majeure, le tennis étant alors réintroduit en tant que sport de démonstration. Il s'adjuge néanmoins la médaille de bronze en simple et en double messieurs aux JO de Séoul quatre ans plus tard.
Auteur d'un Grand chelem de finales en carrière en 1991, lors de l'US Open, Edberg atteint le classement de no 1 mondial un an plus tôt, en 1990, et achèvera deux saisons à ce rang, en 1990 et 1991, pour un total de 72 semaines cumulées. Il est d'ailleurs un des trois seuls joueurs, avec John Newcombe et John McEnroe, à avoir été numéro un mondial en simple et en double messieurs. Il est désigné par l'ATP joueur de l'année en 1990 et 1991 et reçoit à cinq reprises, en 1988, 1989, 1990, 1992 et 1995, le Sportsmanship Award, récompensant le joueur le plus fairplay. Ce trophée sera d'ailleurs rebaptisé à son nom en 1996.
Il remporte la Coupe Davis à quatre reprises avec l'équipe de Suède, en 1984, 1985, 1987 et 1994.
De 2014 à fin 2015, il sera l'entraîneur du champion suisse Roger Federer.
Considéré comme l'un des plus grands joueurs des années 1980 et 1990 , Stefan Edberg fait son entrée au International Tennis Hall of Fame en 2004.

## Carrière
Bien que Suédois, Stefan Edberg est l'antithèse de ses illustres compatriotes Björn Borg et Mats Wilander. Au lieu de pratiquer un jeu de défense et de contre, Edberg est un adepte du service-volée cher à John McEnroe.
Comme Pete Sampras, Stefan Edberg possédait à l'origine un revers à deux mains. Il est un des exemples les plus saisissants des joueurs ayant réussi une mutation profonde de leur jeu : sous l'impulsion de son entraîneur suédois Percy Rosberg, il passe à 15 ans à un revers à une main qui sera considéré comme l'un des plus beaux du circuit masculin des années 1980 et 1990. Constatant que son coup droit ne lui permet pas de devenir un bon joueur de fond du court, Stefan Edberg sera un attaquant enchaînant systématiquement service-volée.
En junior, il est considéré comme la référence, même pour son futur adversaire Boris Becker, qui le qualifie à cette époque-là d'« injouable ».

### 1983: Grand Chelem junior
Il devient professionnel en 1983 après avoir remporté la plupart des grands titres junior comme l'Orange Bowl en 1982 (sorte de Masters pour les cadets-juniors) et surtout en réalisant le premier Grand Chelem chez les Juniors, une performance inégalée à ce jour (que ce soit chez les filles ou les garçons). Lors de sa demi-finale de l'US Open junior le 10 septembre 1983, il affronte Patrick McEnroe. L'un des arbitres de ligne, Richard Wertheim, 61 ans, cherchant à éviter la balle d'un premier service du Suédois, est finalement touché à l'aine, tombe à terre et se fracture le crâne en heurtant le sol en ciment. L'arbitre décède 5 jours plus tard d'un hématome sous-dural. Edberg déclarera par la suite avoir envisagé de mettre fin à sa carrière à la suite de cet accident. La famille de l'arbitre poursuivra en justice l'United States Tennis Association pour un montant de 2,25 millions de dollars.

### 1985-1987: la montée en puissance
Edberg débute réellement sa carrière professionnelle en 1984 avec comme entraîneur l'Anglais Tony Pickard. Il décroche un premier titre à Milan en battant en finale son compatriote Mats Wilander et remporte la médaille d'or en simple aux Jeux olympiques de Los Angeles, où le tennis était un sport de démonstration et réservé aux moins de 20 ans. Mais c'est en 1985 sur le gazon de Kooyong à l'Open d'Australie qu'il marque les esprits, en sauvant deux balles de match en huitièmes de finale contre Wally Masur et en remportant ensuite le titre, son premier en Grand Chelem, face à Wilander (6-4, 6-3, 6-3). Pourtant, la véritable révélation de l'année 1985 n'est autre que son éternel adversaire, l'Allemand Boris Becker, qui a remporté quelques mois avant lui le titre à Wimbledon. Les deux juniors ont confirmé la même année leur adaptation rapide chez les seniors et ce au plus haut niveau.
Stefan Edberg brille également en double aux côtés d'Anders Järryd. Les Suédois remportent les Masters de double messieurs 1985 et 1986. Ils échouent par contre en finale de Roland-Garros 1986, où l'ambiance lors la remise des trophées fut lourde. En effet, les Suédois, de nature fair-play, contestèrent la balle de match qui aurait été selon eux une faute d'arbitrage, dans un match très serré se terminant à 14-12 au cinquième set.
Au premier tour de Wimbledon 1987, il inflige à Stefan Eriksson le troisième 6-0, 6-0, 6-0 de l'ère Open en Grand Chelem  (5 en tout, 1 en 1968 et 1993 et 2 en 1987) et le seul sur le gazon britannique.
Edberg conserve son titre australien en remportant à nouveau l'édition 1987, celle de 1986 n'ayant pas eu lieu pour cause de changement de calendrier. Il bat cette fois le régional de l'étape, l'Australien Pat Cash en 5 sets 6-4, 6-3, 3-6, 5-7, 6-3. Il atteint cette année-là la 2e place mondiale et remporte 7 titres. Il devient également no 1 mondial de double et remporte, toujours avec son compatriote Anders Järryd, les titres à l'US Open et à l'Open d'Australie.

### 1988: victoire à Wimbledon
La consécration arrive en 1988. Arrivé en finale de Wimbledon, après avoir frôlé la défaite en demi-finale contre le Tchécoslovaque Miloslav Mečíř, Edberg retrouve Boris Becker pour la première fois dans une grande finale. En juillet 1988, Becker reste invaincu sur le Center Court de Wimbledon, puisqu'après ses deux titres de 1985 et 1986, Boris avait été éliminé en 1987 sur le court no 1. La finale de Wimbledon 1988 se joue sur deux jours en se finissant le lundi à cause de mauvaises conditions météo.
Alors qu'il mène 3-0, balle de 4-0, Edberg s'effondre dans la première manche qu'il laisse à Becker 4-6. Il s'accroche au second set et parvient à l'emporter au tie-break 7/6. Le public londonien, à l'origine tout acquis à la cause de Boris Becker, surnommé "Boum-Boum", commence à gronder contre les colères de ce dernier. De plus en plus agressif et confiant en retour, Edberg enlève les deux sets suivants 6-4, 6-2, devant un public visiblement aussi ravi que lors de la victoire de Becker en 1985.
Pour les deux duettistes que sont Edberg et Becker, l'année 1989 à venir constitue déjà le sommet de leur carrière qui durera 3 ans. Ivan Lendl est le seul de l'ancienne génération à les empêcher d'atteindre la première place mondiale. Après un petit chelem en 1988, Mats Wilander entame un long déclin, John McEnroe ne joue plus que rarement les premiers rôles, alors que la relève américaine, symbolisée par Andre Agassi, commence son ascension.

### 1989: le regretRoland-Garros
Edberg est, d'après certains observateurs, le favori pour le titre en Australie à la vue de son niveau de jeu. Mais il se blesse au dos lors de son match contre Pat Cash et doit déclarer forfait pour son 1/4 de finale contre Thomas Muster.
À Roland-Garros, Edberg profite d'un climat sec qui rend la terre battue un peu plus favorable qu'à l'habitude aux attaquants. Il arrive en 1/4 de finale en n'ayant perdu qu'un set et affronte l'Argentin Alberto Mancini, récent vainqueur de Monte Carlo et Rome. Malgré une terre lourde ce jour-là à cause de la pluie, Edberg s'impose en 3 sets et retrouve Becker en demi-finale. La version terre battue de la finale de Wimbledon 1988 est d'abord dominée par un Edberg qui pilonne le revers de Becker. Puis celui-ci se met à frapper plus fort sa première balle et profite d'une baisse de régime d'Edberg pour empocher les deux manches suivantes. Arrivé au 5e set, Edberg arrive à dérégler de nouveau le revers de Becker et réussit ses volées. En soirée, il s'impose 6-2 après avoir joué de nombreuses balles sur la ligne, ce que Becker n'oublie pas de lui signaler dans un sourire en lui serrant la main.
La finale l'oppose à la révélation du tournoi Michael Chang, qui a battu le no 1 mondial Ivan Lendl en 1/8 de finale. Visiblement stressé, Edberg perd sèchement la première manche 6-1 et se fait breaker par un Chang très précis dans ses retours de service et ses passings. Le Suédois change alors de tactique en montant sur des coups de débordement. Il enchaîne 7 jeux consécutifs et mène un temps 1-6, 6-3, 6-4, 4-4. C'est au 4e set qu'Edberg laisse passer sa chance. Le Suédois commence à fatiguer, ce que Chang dit avoir vu dès le premier jeu du 4e set. À 4-4 30-40, il n'est pourtant séparé du titre que par un point et un jeu de service. Mais son manque de patience dû à la fatigue permet à Chang de sauver 10 balles de break sur l'ensemble du set et de l'emporter 6-4. Malgré un break d'entrée au 5e set, un jeu ayant duré 17 minutes, Edberg s'effondre physiquement. Chang réussit à faire durer les jeux suivants et remporte la finale 6-1, 3-6, 4-6, 6-4, 6-2. Jamais Edberg ne retrouvera une telle occasion de remporter Roland-Garros.
Visiblement émoussé, Edberg atteint tout de même la finale de Wimbledon 1989. Après avoir battu McEnroe en 1/2 finale en 3 sets, c'est de nouveau Boris Becker qu'il retrouve en finale. Mais cette fois-ci, l'Allemand semble mentalement très préparé. Après avoir sèchement perdu le premier set 6-0, Edberg obtient trois balles de 2e set sur son service. Mais rien n'y fait, Becker est le maître du court et s'impose 6-0, 7-6, 6-4. C'est un coup dur pour Edberg, qui vient de perdre deux finales importantes en jouant un haut niveau de tennis. Il perd de nouveau contre Becker en finale de l'Open de Paris-Bercy et les deux champions s'affrontent une ultime fois en 1989 en finale du Masters de New York. Après un début de match moyen où le spectre d'une nouvelle défaite en finale semblait être promis, Edberg retourne la situation. Grâce à un jeu très agressif, il arrive à provoquer la colère de Becker, le faisant mal jouer. Edberg s'impose 4-6, 7-6, 6-3, 6-1.

### 1990: leno1mondial
Stefan Edberg ne s'est pas souvent blessé dans sa carrière. Son physique était naturellement bon. Par manque de chance, il connaîtra sa seule grosse blessure en finale de l'Open d'Australie en 1990. Après avoir survolé le tournoi et avoir infligé un très sévère 6-1, 6-1, 6-2 à Mats Wilander en demi-finale, Edberg domine en finale le no 1 mondial Ivan Lendl pendant un set et demi. Il remporte en effet le premier set 6-4 et mène d'un break au deuxième set. C'est à ce moment-là que sa ceinture abdominale, déjà douloureuse à l'entraînement, commence à faire souffrir le Suédois. Le kiné le laisse poursuivre mais Edberg ne peut plus servir correctement. À 4-6, 7-6, 5-2 pour Lendl, Edberg abandonne avant que sa blessure ne devienne trop grave, une première en finale d'un tournoi du Grand Chelem.
Alors que la victoire lui semblait promise, Edberg perd une troisième finale du Grand Chelem consécutive.
Souffrant d'ampoules au pied, il perd dès le premier tour à Roland-Garros face à Sergi Bruguera. Becker lui emboîte le pas en perdant contre Goran Ivanišević. Ces deux joueurs feront par la suite une belle carrière.
En juillet, Edberg et Becker se retrouvent en finale à Wimbledon pour la troisième fois de suite. Cette « belle » s'annonce indécise. Becker ne semble pas au mieux de sa forme lors des deux premiers sets. Comme il le révèlera dans son autobiographie, il souffrait du décalage horaire et était devenu dépendant aux somnifères. Il ne s'était levé qu'à 10 h pour s'entraîner le jour même de la finale ! Edberg, qui lui, joue bien, emporte les deux premiers sets 6-2, 6-2. Puis Becker fait un break et retrouve un meilleur rythme. Il prend les deux sets suivants 3-6, 3-6 et mène 3-1 au 5e. Les deux joueurs jouent bien, Edberg ayant lui-même eu des balles de break à 1-1. Il recolle à 3-3 puis 4-4. Edberg réussit un excellent jeu de retour. À 15-40 sur le service de Becker, Edberg lâche un lob de revers très inspiré et fait le break. Son service ne le trahit pas et le Suédois remporte son second titre à Wimbledon.
Durant l'été 1990, Edberg se lance dans la chasse à la première place mondiale qu'il sent à portée de main. Il remporte alors trois tournois à Los Angeles, Cincinnati et Long Island et devient no 1 mondial le lundi 13 août 1990. Pourtant, cet excellent été américain ne se concrétise pas à l'US Open, où Edberg est de nouveau sorti au premier tour par le Russe Volkov.
Edberg remporte ensuite le titre à l'Open de Paris-Bercy, en profitant de l'abandon de Becker et se présente aux Masters en tant que no 1 mondial. Après l'avoir battu en poule, Edberg s'incline en finale face à Andre Agassi qui, comme Edberg en 1989, sauve ainsi sa saison après avoir perdu les finales de Roland-Garros et Flushing Meadows.

### 1991: une belle saison
L'Open d'Australie 1991 se joue en pleine Guerre du Golfe. L'ambiance est lourde à Melbourne. Edberg joue bien mais va perdre sa 1/2 finale contre Ivan Lendl. Alors qu'il mène 2 sets à 1, Edberg obtient plusieurs balles de match au 4e set. Il perd pourtant en 5 sets, 6-4, 5-7, 3-6, 7-6, 6-4 et laisse la place de no 1 mondial à Boris Becker, qui remporte le tournoi.
Après avoir remporté les tournois de Tokyo outdoor et Stuttgart, Edberg semble en forme à Roland-Garros. Il domine quelques bons joueurs de terre battue comme Skoff, Chesnokov et Cherkasov. Mais il s'incline en 1/4 de finale face à la puissance de Jim Courier. Edberg est défait 6-4, 2-6, 6-3, 6-4 et voit une nouvelle fois Roland-Garros se refuser à lui.
Il remporte pour la première fois le Tournoi du Queen's à Londres, préparant traditionnellement à Wimbledon. Le tenant du titre fait de nouveau un parcours sans faute. Boris Becker déjà qualifié pour la finale, on s'apprête à un 4e affrontement en finale. C'est sans compter sur un match étrange en demi-finale, où Edberg est opposé à l'Allemand Michael Stich. Edberg remporte la première manche 6-4 et va incroyablement perdre les trois suivantes au tie-break. Edberg s'incline 4-6, 7-6, 7-6, 7-6 sans perdre son service ! Mini-scandale à Wimbledon, temple du tennis, où le tenant du titre est éliminé sans perdre son service à cause d'un tie-break mis en place pour répondre aux problèmes de diffusion du tennis à la télévision.
Durant l'été 1991 et la saison américaine préparant l'US Open, Edberg ne connaît pas le même succès qu'en 1990. Edberg a toujours eu du mal à jouer à Flushing Meadow à cause du bruit des avions passant au-dessus du central, des discussions du public et des odeurs de hot-dog. Il décide donc de louer une maison à Long Island afin de mieux s'accoutumer à la vie new yorkaise. Était-ce la bonne solution ? Toujours est-il qu'Edberg joue un des meilleurs tennis de sa carrière en cette fin d'été 1991. Il bat successivement Chang, Sánchez et Lendl pour atteindre la finale. Jim Courier, pourtant en pleine ascension, ne pourra rien contre un Edberg très inspiré. Sur le score de 6-2, 6-4 et 6-0, Stefan Edberg s'adjuge son premier titre à New York, son 5e dans une levée du Grand Chelem.
Edberg termine de nouveau l'année à la première place mondiale en gagnant Sydney et Tokyo en indoor mais ne peut participer aux Masters pour cause de blessure.

### 1992: le dernier exploit
Après quasiment deux mois d'inactivité, Stefan Edberg arrive à Melbourne avec les demi-finales pour objectif. Bénéficiant d'un tableau relativement clément, Edberg se hisse sans difficulté jusqu'en 1/4 de finale où l'attend Ivan Lendl. Edberg l'emporte en 5 sets puis élimine Wayne Ferreira en 1/2 finale. Contre toute attente, il se retrouve une nouvelle fois en finale à Melbourne. Mais Jim Courier se montre le patron du court et remporte le titre en 4 sets, 6-3, 3-6, 6-4, 6-2.
Le Suédois laisse ainsi la place de no 1 mondial à l'Américain. Il remporte un second tournoi sur terre battue (après Gstaad en 1986) à Hambourg en battant Stich. Cela aurait pu être de bon augure pour Roland-Garros. Il n'en sera rien puisque Edberg s'incline au 3e tour face à Cherkasov.
En avril 1992, Stefan Edberg épouse sa fiancée Annette Olsen à Växjö en Suède.
La mauvaise série se poursuit à Wimbledon avec une défaite en 1/4 de finale contre le futur finaliste Goran Ivanišević. Edberg est aussi porte-drapeau de la délégation suédoise pour les Jeux olympiques de Barcelone. Mais sur la terre battue catalane, il ne réitère pas ses performances de 1984 (médaille d'or pour le tournoi de démonstration à Los Angeles) et de 1988 (double médaille de bronze à Séoul en simple et en double). Il est battu dès le premier tour, de nouveau par un Russe, Andrei Chesnokov.
Après avoir remporté le tournoi de New Haven, Edberg se présente en tenant du titre à l'US Open de 1992. Il va y signer un exploit absolument exceptionnel : remporter trois matchs consécutifs en 5 sets, en ayant été mené d'un break au 5e set. À cause de la pluie, la programmation a été bouleversée. Il bat ainsi Richard Krajicek en 1/8 de finale 6-4, 6-7, 6-3, 3-6, 6-4, puis Ivan Lendl en 1/4 de finale 6-3, 3-6, 6-3, 5-7, 7-6 et enfin Michael Chang en 1/2 finale 6-7, 7-5, 7-6, 5-7, 6-4. Ce match se termine le samedi, à la veille de la finale du simple messieurs. Rempli de courbatures, Edberg se fait masser de longues heures avant de pouvoir s'entraîner. La finale contre Pete Sampras a lieu en soirée. Sampras remporte la première manche 3-6 et Edberg la suivante 6-4. Le tournant du match a lieu lorsque Edberg arrache le 3e set au tie-break. Sampras semble abattu et Edberg conclut 6-2, conservant ainsi son titre.

### 1993: baisse de régime
En 1993, Stefan Edberg reste un joueur performant et régulier. Il passe la majeure partie de l'année à la 3e place mondiale derrière Pete Sampras et Jim Courier. Anecdote technique : ces trois premiers joueurs mondiaux utilisaient la même raquette, une Wilson Pro Staff 85 Original. Même si elle a changé de nom à de multiples reprises depuis (N-Six code, K-Factor ou BLX), Roger Federer a également fait tout le début sa carrière avec ce cadre Wilson.
Edberg se hisse de nouveau en finale de l'Open d'Australie, en battant Pete Sampras en 1/2 finale en 3 sets 7-6, 6-3, 7-6. Mais comme en 1992, Jim Courier se montre supérieur en finale et s'impose 6-2, 6-1, 2-6, 7-5. Des records de chaleur sont atteints lors de cette finale, où Edberg en vient à porter une casquette durant quelques jeux.
Edberg remporte de nouveau un tournoi préparatoire sur terre battue, à Madrid, en s'imposant en finale à Sergi Bruguera, futur vainqueur à Paris. Le Suédois réalise un bon Roland-Garros, en atteignant les quarts de finale, où l'Ukrainien Andreï Medvedev le crucifie de ses lobs.
La naissance d'Émilie Edberg a lieu au mois de juillet 1993. Stefan Edberg veut s'offrir pour cette occasion une belle performance à Wimbledon. Il atteint la demi-finale sans rencontrer d'adversaires majeurs. Puis, alors qu'il mène un set à zéro et avec un break d'avance face à Jim Courier, la qualité de son service baisse à mesure que le retour de Jim Courier s'affute. Bien qu'étant sur sa surface favorite et face à un adversaire en théorie moins à l'aise, c'est finalement Jim Courier qui se qualifie pour la finale.
Éliminé au 3e tour de l'US Open, Edberg réalise tout de même une demi-finale à Paris-Bercy. Désormais père d'une petite fille, le tennis n'est plus toute sa vie, ce qui va très rapidement se ressentir sur son jeu et sa carrière.

### 1994: démotivation?
Stefan Edberg commence très bien sa saison en remportant le tournoi de Doha au Qatar. Arrivé à l'Open d'Australie, il peut nourrir quelques espoirs. Par chance, son tableau se dégage et une nouvelle place en finale semble à portée de raquette. Edberg perd de nouveau trois tie-breaks de suite 3-6, 7-6, 7-6, 7-6 contre l'Américain Todd Martin. Il n'atteindra plus jamais le dernier carré d'un Grand Chelem. Il remporte le tournoi indoor de Stuttgart en battant Goran Ivanišević en finale, mais subit ensuite de cuisants revers en perdant au premier tour de Roland-Garros et au 2e à Wimbledon.
Il réduit alors sa collaboration avec Tony Pickard au minimum pour se prendre en charge. Mais la carrière d'Edberg commence à décliner. Sa seule satisfaction sera la victoire avec la Suède en Coupe Davis. Il finit l'année à la 7e place mondiale, sans avoir fait de grands résultats.

### 1995: un déclin mal vécu
Edberg débute de nouveau son année par une victoire à Doha. Mais ce sera son tout dernier titre en simple. 1995 se révèle la moins bonne saison du Suédois, avec des défaites précoces un peu partout. L'amélioration du matériel permettant des retours de service de plus en plus efficaces, le jeu de service-volée d'Edberg n'y résiste pas, surtout qu'à 29 ans son service est moins efficace qu'auparavant. Il connaît également des douleurs au dos du fait de son geste de service très "kické". Il avait privilégié les muscles des jambes car son déplacement sur le court était essentiel pour faire service-volée. Mais le déficit de musculature du haut du corps fait qu'Edberg perd le duel de la puissance face à Courier, Agassi ou Sampras.
En plein doute, Edberg subit une défaite marquante au 2e tour de Wimbledon face au Belge Dick Norman, un "lucky-loser" repêché après les qualifications.
Il finit l'année au 23e rang mondial. Considérant qu'il ne pourra plus réussir de grands résultats, Stefan Edberg annonce que 1996 sera sa dernière année sur le circuit.

### 1996: une belle tournée d'adieux
Partout où il passe, Edberg est attendu par le public et les organisateurs de tournoi, qui veulent le saluer une dernière fois. C'est un adieu au joueur suédois, mais aussi à l'idéal de jeu qu'il représente et qui va en partie disparaître avec lui : le service-volée. La génération des frappeurs à grand tamis entraîne une amélioration générale du retour de service qui va sacrifier à terme les serveurs-volleyeurs.
Après une défaite contre Jean-Philippe Fleurian en simple, Edberg quitte Flinders Park avec un trophée sous le bras : il remporte avec Petr Korda le titre du Double Messieurs, son 3e en Grand Chelem.
Après une saison sur terre battue tout à fait correcte, Edberg se présente une dernière fois à Roland-Garros. Contrairement à Henri Leconte, qui se fait sèchement sortir, Edberg enchante le public parisien. Il sort Karim Alami et Carlos Moyà avant de retrouver Michael Chang pour un remake de la finale 1989. Pour un 3e tour, le central est comble. Mené 6-4, 5-4 par Chang, Edberg aligne alors 9 jeux consécutifs pour mener 4-6, 7-5, 6-0. Edberg a retrouvé son service et surtout son revers long de ligne. Il conclut la rencontre au tie-break du 4e set. C'est un peu une revanche sur l'histoire et pour la première fois Edberg montre son enthousiasme et salue longuement le public qui lui fait une ovation. Il sera battu deux jours plus tard par Marc Rosset sur le court Suzanne Lenglen. Pour rejoindre les vestiaires du central, le public lui fait une haie d'honneur qui submerge le Suédois d'émotion.
Comme un signe du destin, Edberg dispute sa toute dernière finale sur le circuit au Queen's de Londres, le club où il s'entraîne, face à... Boris Becker ! Dans un match assez serré, Becker l'emporte de nouveau et les deux vieux adversaires se donnent rendez-vous pour une revanche à Wimbledon. Edberg rate sa sortie sur son cher gazon. Il bat certes Guy Forget sur le central au 1er tour, mais s'incline au 2e sur le court no 2 face à son compatriote Tillström.
Mais Edberg n'est pas mort. Il hérite d'un tirage difficile à l'US Open : il affronte au premier tour le vainqueur de Wimbledon Richard Krajicek. La presse fait déjà des annonces pour que le public vienne voir une dernière fois le double vainqueur des éditions 1991 et 1992. Mais surprise, Edberg bat le Néerlandais ! Il va même jusqu'en quart de finale, où il est stoppé par un Goran Ivanišević irréprochable au service.
Après une victoire sur Michael Stich au 1er tour de Paris-Bercy, l'histoire retiendra que la toute dernière victoire de Stefan Edberg sur le circuit professionnel a été obtenue contre Fernon Wibier, en 1/8 de finale. Il s'incline ensuite contre Thomas Enqvist, futur vainqueur.
À Stockholm, Edberg, qui est revenu dans le top 15 mondial, perd au premier tour et se voit offrir un rocking chair pour sa retraite. Des enfants donnent chacun une rose à un Edberg en larmes.
Alors qu'il espérait finir sa carrière par une victoire en Coupe Davis, Edberg se blesse au pied lors de sa rencontre face à Cédric Pioline. Il finit tout de même la rencontre mais doit s'incliner. Son dernier coup sera une volée de revers... La Suède s'incline ensuite de justesse face à la France, alors que Nicklas Kulti avait pourtant eu 3 balles de match de suite face à Arnaud Boetsch. Une fois la bataille terminée, le capitaine de l'équipe de France victorieuse, Yannick Noah, porte Edberg sur ses épaules pour un tout dernier tour d'honneur.

## 1997 à 2007
Il est membre du International Tennis Hall of Fame depuis 2004.
En 2005, les journalistes américains de Tennis Magazine élisent Stefan Edberg au 14e rang des "quarante plus grands champions de tennis de ces quarante dernières années" (hommes & femmes confondus), juste derrière Monica Seles (13e) et devant son compatriote Mats Wilander (15e).
Stefan Edberg a fondé avec Mats Wilander une école de tennis à Vaxjö. Il est également l'un des ambassadeurs mondiaux d'Adidas. Toujours dans la ville de Vaxjö, Edberg possède un gros parc immobilier dans le centre de cette ville du sud de la Suède d'où sont originaires sa femme Anette, Mats Wilander mais aussi l'ancien pilote de Formule 1 chez Ferrari et McLaren Stefan Johansson.
Lors d'une interview datée du début de l'année 2006, Stefan Edberg confie qu'il a quitté Londres en 2000 pour retourner vivre en Suède avec sa femme et ses deux enfants Emilia et Christopher. Il habite à la campagne mais il s'entraîne toujours régulièrement une ou deux fois par semaine dans le club de tennis à côté de chez lui. Mais il ne participe dans un premier temps qu'à des tournois exhibitions avec des copains comme Jarryd, Nystroem et Wilander.
Il est à Roland-Garros pour remettre la coupe au vainqueur Rafael Nadal en 2006 et également à Wimbledon avec son entraîneur de toujours Tony Pickard.
Il participe durant l'été 2007 à un tournoi de golf Adidas en compagnie d'Ivan Lendl et il remporte un tournoi vétéran exhibition à Copenhague au Danemark en novembre 2007 en battant Henri Leconte et John McEnroe.
Edberg est également un homme d'affaires qui a de grosses parts dans une société d'investissements. Cela lui prend beaucoup de temps car il n'entend pas être un "sleeping partner" selon ses propres mots après un match de charité en compagnie de Tim Henman en décembre 2007 à Londres.

## Senior Tour

### 2008
En septembre 2008, il fait sa première incursion sur le Senior Tour à Paris pour le 5e Trophée Lagardère. Il remporte le titre en battant successivement Thomas Muster 6-2, 6-1, Guy Forget 6-4, 7-6, Henri Leconte 6-4, 6-2, puis en finale Sergi Bruguera, le tenant du titre, 3-6, 7-5, 10-5 au super tie-break.
Puis il participe en novembre à un tournoi de l'Outback Champion Series à Dubaï où il perd en finale contre Jim Courier 6-3, 6-4 après des victoires en poule sur Wayne Ferreira et Anders Järryd.
Il est de nouveau présent au Black Rock Tour à Londres en décembre 2008. Malgré deux victoires sur Guy Forget et Pat Cash, il perd en poule contre Greg Rusedski 10-6 au super tie-break et ne se qualifie pas pour la finale.
Pour l'anecdote, Stefan Edberg retrouve le 7 décembre 2008 à Brême son grand rival Boris Becker pour un match exhibition. Et pour la première fois depuis la finale de Wimbledon 1990, le Suédois l'emporte à la régulière (sa dernière victoire remontant à l'abandon de Becker à Bercy en 1990) sur le score de 6-3, 6-4. Il faut dire que Boris est devenu un joueur de poker, beaucoup moins affûté physiquement qu'Edberg, qui joue aussi au squash en Suède.

### 2009

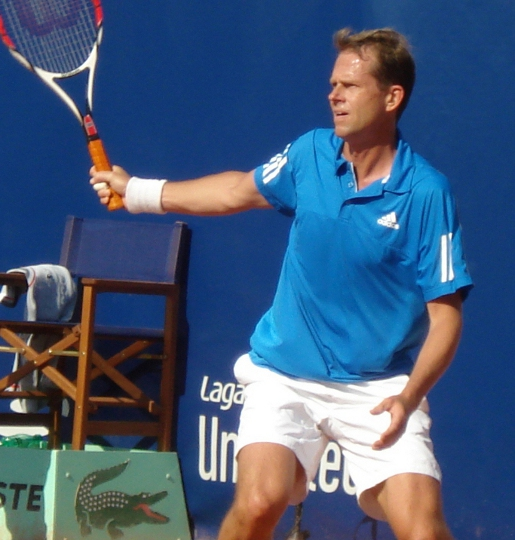
Stefan Edberg lors du Trophée Jean-Luc Lagardère à la Croix-Catelan en 2009

En 2009, Stefan Edberg s'aligne au tournoi ATP Senior Tour d'Algarve au Portugal. Il remporte sa poule en battant Henri Leconte, Thomas Muster et Fernando Meligeni mais s'incline en finale, de nouveau contre Greg Rusedski, 6-3, 6-4.
En juillet 2009, il participe au tournoi senior exhibition à Los Angeles, où il s'incline au super tie-break contre Jim Courier et Michael Chang.
Nouveau clin d'œil du destin, Edberg retrouve Chang sur terre battue à Paris en septembre 2009, 20 ans après leur finale à Roland-Garros. C'est en quelque sorte la belle puisqu'en 1996, Edberg avait remporté la revanche Porte d'Auteuil. Sur le site de la Croix Catelan, pour le 6e Trophée Jean-Luc Lagardère, Edberg est venu défendre son titre. Après un premier set de haut niveau, remporté 6-4 par le Suédois, celui-ci semble déjà émoussé dans le 2e set. Chang s'impose 4-6, 6-1, 10-2 au super tie-break. Edberg bat tout de même Arnaud Boetsch et Guy Forget en poule et empoche la petite finale en battant Cédric Pioline 6-1, 6-3.

### 2010
Edberg remporte un second titre sur l'ATP Senior Tour au mois de mars 2010 à Zurich. Il bat en poule Krajicek, McEnroe et Leconte. Puis il s'impose en finale 12-10 au super tie-break contre Goran Ivanišević.

### 2011
Début janvier 2011, Stefan Edberg défend les couleurs de l'Europe lors d'un tournoi exhibition à Hong Kong en compagnie d'Aravane Rezaï et Caroline Wozniacki.
Il s'impose en simple contre ses cadets Ievgueni Kafelnikov (6-4, 6-0) et Mark Philippoussis (5-7, 7-6, 10-8).

### 2012
Fin mars, Stefan Edberg participe au tournoi ATP Senior Tour de Zurich. Il bat en poule Tim Henman 7-6, 6-1, Mark Philipoussis 6-4, 7-6 et Henri Leconte 6-4, 6-4. En finale, il s'incline face à Carlos Moyà sur le score de 3-6, 7-5, 10-8 au super tie-break.

## Nouvelle carrière d'entraîneur

### 2014
Stefan Edberg, sans réelle expérience d'entraîneur, entre dans l'équipe rapprochée de Roger Federer ; ce dernier, après une année 2013 difficile, se déclare enthousiaste quant à collaborer avec l'un de ses héros d'enfance, en vue du prochain Open d'Australie, où Roger Federer ne perd qu'en demi-finale face à Rafael Nadal, après avoir notamment vaincu Andy Murray en quart et Jo-Wilfried Tsonga en huitième.

### 2015
Le 9 décembre 2015, Roger Federer annonce sur ses comptes Twitter et Facebook que sa collaboration avec Stefan Edberg prend fin, information confirmée par Stefan Edberg. Il semble que le choix de mettre un terme à cette collaboration ait été préalablement annoncé par Stefan Edberg à Roger Federer : elle devait initialement durer la seule année 2014 ; les résultats encourageants avaient motivé Stefan Edberg à s'engager pour une année supplémentaire, mais il avait précisé qu'il s'agirait de la dernière.

## Statistiques
| Tournoi                            | 1983              | 1984              | 1985              | 1986              | 1987              | 1988              | 1989              | 1990                  | 1991                  | 1992                  | 1993                  | 1994                  | 1995                  | 1996 | V-D en carrière |
| ---------------------------------- | ----------------- | ----------------- | ----------------- | ----------------- | ----------------- | ----------------- | ----------------- | --------------------- | --------------------- | --------------------- | --------------------- | --------------------- | --------------------- | ---- | --------------- |
| Grand Chelem                       |                   |                   |                   |                   |                   |                   |                   |                       |                       |                       |                       |                       |                       |      |                 |
| Open d'Australie                   | 2T                | QF                | V                 | ND                | V                 | DF                | QF                | F                     | DF                    | F                     | F                     | DF                    | HF                    | 2T   | 56-10           |
| Roland-Garros                      | NP                | 2T                | QF                | 2T                | 2T                | HF                | F                 | 1T                    | QF                    | 3T                    | QF                    | 1T                    | 2T                    | HF   | 30-13           |
| Wimbledon                          | 2T                | 2T                | HF                | 3T                | DF                | V                 | F                 | V                     | DF                    | QF                    | DF                    | 2T                    | 2T                    | 2T   | 49-12           |
| US Open                            | 1T                | 2T                | HF                | DF                | DF                | HF                | HF                | 1T                    | V                     | V                     | 2T                    | 3T                    | 3T                    | QF   | 43-12           |
| Masters                            |                   |                   |                   |                   |                   |                   |                   |                       |                       |                       |                       |                       |                       |      |                 |
| ATP World Tour World Championships | NQ                | NQ                | HF                | DF                | DF                | DF                | V                 | F                     | WO                    | RR                    | RR                    | RR                    | NQ                    | NQ   | 18-14           |
| Jeux olympiques                    |                   |                   |                   |                   |                   |                   |                   |                       |                       |                       |                       |                       |                       |      |                 |
| Simple                             | NT                | V                 | Non tenu          | Non tenu          | Non tenu          | DF                | Non tenu          | Non tenu              | Non tenu              | 1T                    | NT                    | NT                    | NT                    | NP   | 9-2             |
| ATP Masters Series                 |                   |                   |                   |                   |                   |                   |                   |                       |                       |                       |                       |                       |                       |      |                 |
| Indian Wells                       | Grand-Prix Series | Grand-Prix Series | Grand-Prix Series | Grand-Prix Series | Grand-Prix Series | Grand-Prix Series | Grand-Prix Series | V                     | DF                    | A                     | 2T                    | DF                    | DF                    | 2T   | 16-5            |
| Key Biscayne                       | Grand-Prix Series | Grand-Prix Series | Grand-Prix Series | Grand-Prix Series | Grand-Prix Series | Grand-Prix Series | Grand-Prix Series | F                     | DF                    | 3T                    | QF                    | QF                    | 2T                    | HF   | 19-7            |
| Monte-Carlo                        | Grand-Prix Series | Grand-Prix Series | Grand-Prix Series | Grand-Prix Series | Grand-Prix Series | Grand-Prix Series | Grand-Prix Series | HF                    | 2T                    | A                     | DF                    | DF                    | 1T                    | 2T   | 9-6             |
| Rome                               | Grand-Prix Series | Grand-Prix Series | Grand-Prix Series | Grand-Prix Series | Grand-Prix Series | Grand-Prix Series | Grand-Prix Series | A                     | A                     | A                     | A                     | A                     | QF                    | QF   | 6-2             |
| Hambourg                           | Autre Series      | Autre Series      | Autre Series      | Autre Series      | Autre Series      | Autre Series      | Autre Series      | A                     | QF                    | V                     | HF                    | 2T                    | A                     | A    | 8-3             |
| Toronto / Montreal                 | Grand-Prix Series | Grand-Prix Series | Grand-Prix Series | Grand-Prix Series | Grand-Prix Series | Grand-Prix Series | Grand-Prix Series | A                     | A                     | A                     | A                     | A                     | 2T                    | A    | 1-1             |
| Cincinnati                         | Grand-Prix Series | Grand-Prix Series | Grand-Prix Series | Grand-Prix Series | Grand-Prix Series | Grand-Prix Series | Grand-Prix Series | V                     | QF                    | DF                    | F                     | F                     | 1T                    | 2T   | 19-6            |
| Stockholm                          | Grand-Prix Series | Grand-Prix Series | Grand-Prix Series | Grand-Prix Series | Grand-Prix Series | Grand-Prix Series | Grand-Prix Series | F                     | F                     | DF                    | QF                    | HF                    | NMS                   | NMS  | 14-5            |
| Essen                              | Non tenu          | Non tenu          | Non tenu          | Non tenu          | Non tenu          | Non tenu          | Non tenu          | Non tenu              | Non tenu              | Non tenu              | Non tenu              | Non tenu              | 2T                    | NT   | 1-1             |
| Stuttgart                          | Autre Series      | Autre Series      | Autre Series      | Autre Series      | Autre Series      | Autre Series      | Autre Series      | Pas un Masters Series | Pas un Masters Series | Pas un Masters Series | Pas un Masters Series | Pas un Masters Series | Pas un Masters Series | 2T   | 1-1             |
| Paris                              | Grand-Prix Series | Grand-Prix Series | Grand-Prix Series | Grand-Prix Series | Grand-Prix Series | Grand-Prix Series | Grand-Prix Series | V                     | HF                    | QF                    | DF                    | 2T                    | A                     | QF   | 14-5            |
| Statistiques en carrière           |                   |                   |                   |                   |                   |                   |                   |                       |                       |                       |                       |                       |                       |      |                 |
| Année                              | 1983              | 1984              | 1985              | 1986              | 1987              | 1988              | 1989              | 1990                  | 1991                  | 1992                  | 1993                  | 1994                  | 1995                  | 1996 | Carrière        |
| Titres                             | 0                 | 1                 | 4                 | 3                 | 7                 | 3                 | 2                 | 7                     | 6                     | 3                     | 1                     | 3                     | 1                     | 0    | 41              |
| Finales perdues                    | 0                 | 0                 | 2                 | 4                 | 4                 | 4                 | 6                 | 5                     | 2                     | 3                     | 3                     | 1                     | 1                     | 1    | 36              |
| Classement en fin d'année          | 53                | 20                | 5                 | 5                 | 2                 | 5                 | 3                 | 1                     | 1                     | 2                     | 5                     | 7                     | 23                    | 14   |                 |

## Records et performances
- 1983 : vainqueur du Grand Chelem junior, performance inégalée à ce jour.
- 1985 : sauve une balle de match en 1/8è de finale, puis remporte l'Open d'Australie, sa première victoire en Grand Chelem.
- 1987 : défend son titre à l'Open d'Australie et remporte également cette édition en double aux côtés de son compatriote Anders Järryd.
- 1988 : après avoir été mené en demi-finale deux sets à zéro et un break au 3è set, remporte son premier titre à Wimbledon.
- 1991 : Petit Chelem en carrière après sa victoire à l'US Open.
- 1992 : défend son titre à l'US Open après avoir remporté trois matches en cinq sets, dont une victoire en demi-finale contre Michael Chang en 5 h 26, match le plus long de l'histoire du tournoi.

## Parcours dans les tournois duGrand Chelem
L'Open d'Australie se dispute jusqu'en 1987 au Stade de Kooyong de Melbourne sur gazon. À partir de 1988, il se dispute à Flinders Park sur dur.

### En simple
| Année | Open d'Australie | Open d'Australie | Internationaux de France | Internationaux de France | Wimbledon      | Wimbledon     | US Open         | US Open       | Open d'Australie | Open d'Australie |
| ----- | ---------------- | ---------------- | ------------------------ | ------------------------ | -------------- | ------------- | --------------- | ------------- | ---------------- | ---------------- |
| 1983  | n.o.             | n.o.             | —                        | —                        | 2e tour (1/32) | H. Sundström  | 1er tour (1/64) | A. Krickstein | 2e tour (1/32)   | J. Borowiak      |
| 1984  | n.o.             | n.o.             | 2e tour (1/32)           | A. Järryd                | 2e tour (1/32) | J. Kriek      | 2e tour (1/32)  | J. McEnroe    | 1/4 de finale    | M. Wilander      |
| 1985  | n.o.             | n.o.             | 1/4 de finale            | J. Connors               | 1/8 de finale  | K. Curren     | 1/8 de finale   | J. Connors    | Victoire         | M. Wilander      |
| 1986  | n.o.             | n.o.             | 2e tour (1/32)           | M. Pernfors              | 3e tour (1/16) | M. Mečíř      | 1/2 finale      | I. Lendl      | n.o.             | n.o.             |
| 1987  | Victoire         | P. Cash          | 2e tour (1/32)           | É. Winogradsky           | 1/2 finale     | I. Lendl      | 1/2 finale      | M. Wilander   | n.o.             | n.o.             |
| 1988  | 1/2 finale       | M. Wilander      | 1/8 de finale            | G. Pérez-Roldán          | Victoire       | Bo. Becker    | 1/8 de finale   | A. Krickstein | n.o.             | n.o.             |
| 1989  | 1/4 de finale    | Forfait          | Finale                   | M. Chang                 | Finale         | Bo. Becker    | 1/8 de finale   | J. Connors    | n.o.             | n.o.             |
| 1990  | Finale           | I. Lendl         | 1er tour (1/64)          | S. Bruguera              | Victoire       | Bo. Becker    | 1er tour (1/64) | A. Volkov     | n.o.             | n.o.             |
| 1991  | 1/2 finale       | I. Lendl         | 1/4 de finale            | J. Courier               | 1/2 finale     | M. Stich      | Victoire        | J. Courier    | n.o.             | n.o.             |
| 1992  | Finale           | J. Courier       | 3e tour (1/16)           | A. Cherkasov             | 1/4 de finale  | G. Ivanišević | Victoire        | P. Sampras    | n.o.             | n.o.             |
| 1993  | Finale           | J. Courier       | 1/4 de finale            | A. Medvedev              | 1/2 finale     | J. Courier    | 2e tour (1/32)  | K. Nováček    | n.o.             | n.o.             |
| 1994  | 1/2 finale       | T. Martin        | 1er tour (1/64)          | H. Holm                  | 2e tour (1/32) | K. Carlsen    | 3e tour (1/16)  | J. Björkman   | n.o.             | n.o.             |
| 1995  | 1/8 de finale    | A. Krickstein    | 2e tour (1/32)           | M. Stich                 | 2e tour (1/32) | D. Norman     | 3e tour (1/16)  | A. Agassi     | n.o.             | n.o.             |
| 1996  | 2e tour (1/32)   | J.-P. Fleurian   | 1/8 de finale            | M. Rosset                | 2e tour (1/32) | M. Tillström  | 1/4 de finale   | G. Ivanišević | n.o.             | n.o.             |

N.B. : à droite du résultat se trouve le nom de l'ultime adversaire.

### En double
| Année | Open d'Australie                                                               | Open d'Australie                                                         | Internationaux de France                                                           | Internationaux de France                                                     | Wimbledon                                                                              | Wimbledon                                                                       | US Open                                                                         | US Open | Open d'Australie | Open d'Australie |
| ----- | ------------------------------------------------------------------------------ | ------------------------------------------------------------------------ | ---------------------------------------------------------------------------------- | ---------------------------------------------------------------------------- | -------------------------------------------------------------------------------------- | ------------------------------------------------------------------------------- | ------------------------------------------------------------------------------- | ------- | ---------------- | ---------------- |
| 1983  | n.o.                                                                           | n.o.                                                                     | —                                                                                  | —                                                                            | 1er tour (1/32) B. Levine \|\| style="text-align:left;" \| Ti. Gullikson To. Gullikson | 1/8 de finale S. Simonsson \|\| style="text-align:left;" \| A. Andrews J. Sadri | 1er tour (1/32) B. Levine \|\| style="text-align:left;" \| M. Lewis D. Mustard  |         |                  |                  |
| 1984  | n.o.                                                                           | n.o.                                                                     | 1/4 de finale B. Gottfried \|\| style="text-align:left;" \| E. Fromm S. Glickstein | 1/8 de finale A. Järryd \|\| style="text-align:left;" \| K. Curren S. Denton | Finale A. Järryd                                                                       | J. Fitzgerald T. Šmíd                                                           | 1/8 de finale J. Kriek \|\| style="text-align:left;" \| F. González M. Mitchell |         |                  |                  |
| 1985  | n.o.                                                                           | n.o.                                                                     | 1/2 finale A. Järryd \|\| style="text-align:left;" \| S. Glickstein H. Simonsson   | 1/8 de finale A. Järryd \|\| style="text-align:left;" \| K. Curren J. Kriek  | 2e tour (1/16) A. Järryd \|\| style="text-align:left;" \| M. Dickson T. Wilkison       | 2e tour (1/16) G. Forget \|\| style="text-align:left;" \| J. Bates A. Mansdorf  |                                                                                 |         |                  |                  |
| 1986  | n.o.                                                                           | n.o.                                                                     | Finale A. Järryd                                                                   | J. Fitzgerald T. Šmíd                                                        | 1er tour (1/32) A. Järryd \|\| style="text-align:left;" \| Ti. Gullikson To. Gullikson | 2e tour (1/16) A. Järryd \|\| style="text-align:left;" \| J. Kriek J. Lloyd     | n.o.                                                                            | n.o.    |                  |                  |
| 1987  | Victoire A. Järryd                                                             | P. Doohan L. Warder                                                      | —                                                                                  | —                                                                            | 1/2 finale A. Järryd \|\| style="text-align:left;" \| S. Casal E. Sánchez              | Victoire A. Järryd                                                              | K. Flach R. Seguso                                                              | n.o.    | n.o.             |                  |
| 1988  | —                                                                              | —                                                                        | —                                                                                  | —                                                                            | —                                                                                      | —                                                                               | —                                                                               | —       | n.o.             | n.o.             |
| 1989  | 1/4 de finale J. Grabb \|\| style="text-align:left;" \| M. Davis B. Drewett    | —                                                                        | —                                                                                  | —                                                                            | —                                                                                      | —                                                                               | —                                                                               | n.o.    | n.o.             |                  |
| 1990  | 1/4 de finale P. Cash \|\| style="text-align:left;" \| R. Leach J. Pugh        | —                                                                        | —                                                                                  | —                                                                            | —                                                                                      | —                                                                               | —                                                                               | n.o.    | n.o.             |                  |
| 1991  | 1er tour (1/32) S. Guy \|\| style="text-align:left;" \| J. Arias Layendecker   | —                                                                        | —                                                                                  | —                                                                            | —                                                                                      | —                                                                               | —                                                                               | n.o.    | n.o.             |                  |
| 1992  | 1er tour (1/32) J. Bates \|\| style="text-align:left;" \| S. Casal E. Sánchez  | —                                                                        | —                                                                                  | —                                                                            | —                                                                                      | —                                                                               | —                                                                               | n.o.    | n.o.             |                  |
| 1993  | 1/8 de finale P. Korda \|\| style="text-align:left;" \| J. Eltingh P. Haarhuis | 1/2 finale P. Korda \|\| style="text-align:left;" \| L. Jensen M. Jensen | —                                                                                  | —                                                                            | —                                                                                      | —                                                                               | n.o.                                                                            | n.o.    |                  |                  |
| 1994  | 1/8 de finale Siemerink \|\| style="text-align:left;" \| M. Kratzmann W. Masur | —                                                                        | —                                                                                  | —                                                                            | —                                                                                      | —                                                                               | —                                                                               | n.o.    | n.o.             |                  |
| 1995  | —                                                                              | —                                                                        | —                                                                                  | —                                                                            | —                                                                                      | —                                                                               | 1er tour (1/32) J. Björkman \|\| style="text-align:left;" \| C. Suk D. Vacek    | n.o.    | n.o.             |                  |
| 1996  | Victoire P. Korda                                                              | S. Lareau A. O'Brien                                                     | 1/8 de finale P. Korda \|\| style="text-align:left;" \| J. Palmer J. Stark         | —                                                                            | —                                                                                      | —                                                                               | —                                                                               | n.o.    | n.o.             |                  |

N.B. : le nom du ou de la partenaire se trouve sous le résultat ; le nom des ultimes adversaires se trouve à droite.

## Participation auxMasters

### En simple
- Vainqueur en 1989 (bat Boris Becker en finale)
- Finaliste en 1990 (perd contre Andre Agassi en finale)
- Demi-finaliste en 1986, 1987 et 1988

### En double
| Année | Ville    | Surface         | Partenaire    | Résultats | Résultat final |
| ----- | -------- | --------------- | ------------- | --------- | -------------- |
| 1985  | New York | Moquette indoor | Anders Järryd | 3v, 0d    | Vainqueur      |
| 1986  | Londres  | Moquette indoor | Anders Järryd | 4v, 1d    | Vainqueur      |
| 1987  | Londres  | Moquette indoor | Anders Järryd | 2v, 2d    | Demi-finaliste |

## Parcours dans lesMasters 1000
| Année | Indian Wells          | Miami                    | Monte-Carlo               | Rome                      | Hambourg                 | Canada              | Cincinnati               | Stockholm puis Essen puis Stuttgart | Paris                    |
| ----- | --------------------- | ------------------------ | ------------------------- | ------------------------- | ------------------------ | ------------------- | ------------------------ | ----------------------------------- | ------------------------ |
| 1990  | Victoire A. Agassi    | Finale A. Agassi         | 1/8 de finale J. Aguilera | -                         | -                        | -                   | Victoire B. Gilbert      | Finale Bo. Becker                   | Victoire Bo. Becker      |
| 1991  | 1/2 finale G. Forget  | 1/2 finale D. Wheaton    | 2e tour M. Larsson        | -                         | 1/4 de finale M. Stich   | -                   | 1/4 de finale P. Sampras | Finale Bo. Becker                   | 1/8 de finale M. Chang   |
| 1992  | -                     | 3e tour R. Weiss         | -                         | -                         | Victoire M. Stich        | -                   | 1/2 finale P. Sampras    | 1/2 finale G. Ivanišević            | 1/4 de finale G. Forget  |
| 1993  | 2e tour R. Reneberg   | 1/4 de finale P. Korda   | 1/2 finale C. Pioline     | -                         | 1/8 de finale E. Sánchez | -                   | Finale M. Chang          | 1/4 de finale M. Stich              | 1/2 finale G. Ivanišević |
| 1994  | 1/2 finale P. Sampras | 1/4 de finale A. Agassi  | 1/2 finale S. Bruguera    | -                         | 2e tour J. Yzaga         | -                   | Finale M. Chang          | 1/8 de finale I. Kafelnikov         | 2e tour P. Korda         |
| 1995  | 1/2 finale P. Sampras | 2e tour K. Braasch       | 1er tour F. Santoro       | 1/4 de finale W. Ferreira | -                        | 2e tour M. Wilander | 1er tour S. Stolle       | 2e tour P. Sampras                  | -                        |
| 1996  | 2e tour M. Chang      | 1/8 de finale A. Boetsch | 2e tour R. Krajicek       | 1/4 de finale R. Krajicek | -                        | -                   | 2e tour C. Caratti       | 2e tour G. Ivanišević               | 1/4 de finale T. Enqvist |

N.B. : sous le résultat se trouve le nom de l’ultime adversaire.

## Coupe Davis
- Vainqueur avec la Suède en 1984, 1985, 1987 et 1994.
- Finaliste en 1986, 1988, 1989 et 1996.

## Jeux olympiques
- Victoire du tournoi de simple aux Jeux olympiques de Los Angeles en 1984[1].
- Médailles de bronze en simple et en double (avec Anders Järryd) aux Jeux olympiques de Séoul en 1988

## Classements ATP en fin de saison
| Année          | 1983 | 1984 | 1985 | 1986 | 1987 | 1988 | 1989 | 1990 | 1991 | 1992 | 1993 | 1994 | 1995 | 1996 |
| Rang en simple | 53   | 20   | 5    | 5    | 2    | 5    | 3    | 1    | 1    | 2    | 5    | 7    | 23   | 14   |
| Rang en double | 93   | 13   | 6    | 3    | 3    | 74   | 74   | 129  | 85   | 121  | 27   | 126  | 118  | 44   |

Source : (en) Classements de Stefan Edberg sur le site officiel de la Fédération internationale de tennis